# Entrepreneurs du Monde
Entrepreneurs du Monde (с фр. — «Предприниматели мира») — французская международная общественная организация, основанная в 1998 году и работающая в странах Западной Африки, Азии и странах Карибского бассейна. Организация поддерживает программы микрофинансирования с сильной социальной ориентацией, которые нацелены помогать бедным. Внимание уделяется поднятию их предпринимательского духа и поддержке этих людей в их попытках создать и развивать свой бизнес.

## История
Организация была создана в городе Коломб департамента О-де-Сен во Франции в июне 1998 года её нынешним директором Франком Реноденом.
Entrepreneurs du Monde первоначально существовала благодаря добровольным взносам её членов и работала с уже существующими программами на Филиппинах и в Индии. В 2003 году организация наняла своего первого постоянного сотрудника. В ноябре того же года головной офис был перенесён в Пуатье, где разместился в одном здании с другой некоммерческой организацией Initiative Développement Poitiers. В 2004 и 2005 году в Initiative Développement Poitiers приняли решение о передаче Entrepreneurs du Monde своих программ микрофинансирования в Бенине, Гане и Гаити.
Параллельно с этим, организация разработала новые программы на Филиппинах (2005), в Индии (2006), Камбодже (2006), Вьетнаме (2007), Монголии (2008) и в Буркина-Фасо (2008).

## Социально-экономический подход
Entrepreneurs du Monde утверждают, что поддержали в 2011 году 140000 микропредпринимателей, благодаря поддержке(содействию) 24 партнеров в 12 странах мира.
Их(самой компании) задачей является поддержка микропредпринимателей в рамках своих развитых (реализованных) программ в 10 странах в 2010 году, которые предоставляют следующие услуги:
В 2013 году операционные затраты организации составили €3,439,696, 85 % из которых (€2,894,248) были потрачены на социальные миссии. Организация реализует свои программы по следующим направлениям:
1. Микрокредитование для финансирования создания или развития малой хозяйственной деятельности в сельской или городской местности.
2. Сберегательные программы предназначены увеличивать способность семей управлять их бюджетом и приумножать его.
3. Микрострахование здоровья предназначено для уменьшения уязвимости семей с гарантией, что достигнутый экономический прогресс не будет поставлен под угрозу[11]
4. Тренинги. По экономике: включают в себя экономические вопросы (управление семейным бюджетом, расчет прибыли и т. д.); тренинги, носящее социальный характер (профилактика малярии, сексуальное здоровье и т. д.); практическое обучение (кулинарные курсы, косметология, парикмахерские услуги, маникюр и т. д.).[12]
5. Социальная стабильность: в городских агентствах социальный работник ориентирует малоимущих микропредпринимателей и направляет их в организации, которые могут обеспечить им дополнительную поддержку.
6. Социальное предпринимательство: помощь организациям экономическии окупаемым с одной стороны и решающим социальные проблемы с другой. Программы, которые связаны с питанием (производство спирулины и кобыльего молока, строительство сооружений (нубийский свод), доступ к энергии (улучшенное биотопливо, сжиженный нефтяной газ и солнечные батареи) и т. д.

## Партнёрство
Entrepreneurs du Monde оказывает своё воздействие через местные микрофинансовые организации, расположенные в 10 странах.
| Страна       | Партнёрская организация                                                         | Город        |
| ------------ | ------------------------------------------------------------------------------- | ------------ |
| Бенин        | Association de Lutte pour la promotion des Initiatives de Développement (ALIDé) | Котону       |
| Буркина-Фасо | Association Inter Instituts «Ensemble et Avec» (AsIEnA)                         | Уагадугу     |
| Буркина-Фасо | Laafi Sira Kwieogo (LSK)                                                        | Уагадугу     |
| Буркина-Фасо | Micro Start                                                                     | Уагадугу     |
| Камбоджа     | Chamroeun                                                                       | Пномпень     |
| Камбоджа     | Sovann Phoum                                                                    | Пномпень     |
| Гана         | Initiative Development Ghana                                                    | Аккра        |
| Гана         | Village Exchange Ghana                                                          | Хо           |
| Гаити        | Initiative de Développement par la Microfinance                                 | Порт-о-Пренс |
| Индия        | Navnirman Community Resource Center (NCRC)                                      | Калькутта    |
| Монголия     | Gumi                                                                            | Хишиг-Ундер  |
| Мьянма       | Yadana Suboo                                                                    | Канбаук      |
| Филиппины    | Gabay Buhay                                                                     | Манила       |
| Филиппины    | Inner City Development Corporation (ICDC)                                       | Манила       |
| Филиппины    | SEED                                                                            | Кавит        |
| Филиппины    | Space                                                                           | Манила       |
| Филиппины    | Uplift Philippines                                                              | Манила       |
| Вьетнам      | Chi Em                                                                          | Дьенбьенфу   |